# 繆澄流
繆 澄流（ぼく ちょうりゅう、1901年 - 1990年12月11日）は、中華民国の軍人。奉天派・国民革命軍（国民政府）に属する。字は開源。

## 事跡
1923年（民国12年）冬、東三省陸軍講武堂歩兵科第5期に入学し、1925年（民国14年）に卒業した。以後、張作霖率いる奉天派で軍歴を重ね、張爆殺直前には旅長に昇進している。
張学良が易幟を行った後の1929年（民国18年）8月に、東北陸軍第16旅旅長に任ぜられた。1933年（民国22年）、国民革命軍第116師師長となる。1935年（民国24年）4月、陸軍少将銜を授与され、翌年10月、陸軍中将銜を授与された。同年12月、張が西安事変を引き起こすと、繆澄流も張の公電に連署している。
事変解決後、張学良の東北軍は解体され、繆澄流も軍指揮権を喪失してしまう。1938年（民国27年）7月、江蘇省政府委員に任ぜられた。1940年（民国29年）5月、熱河省政府主席に任命されている。しかし熱河省政府は実態としては存在しておらず、正式に政府が組織されることなく繆は異動している。1941年（民国30年）、胡宗南の下で西北遊撃幹部訓練班教育長に任ぜられた。後に、中央訓練団団長となっている。
国共内戦で中国国民党が敗北すると、繆澄流もこれに従って台湾に逃れた。台湾では、仏教信仰の生活に入っている。
1990年（民国79年）12月11日、台北市にて病没。享年90。